# ER22型电力动车组
ER22型电力动车组（俄語：Электропо́езд ЭР22）是苏联铁路的市郊通勤电力动车组车型之一，适用于供电制式为3000伏直流电的电气化铁路，由位于拉脱维亚的里加车辆制造厂设计制造。

## 发展历史

### 背景
1960年代初，ER1、ER2、ER9型电力动车组已经成为苏联铁路通勤电力动车组的主力车型。随着苏联铁路市郊通勤运输客运量的快速增长，尤其在莫斯科和列宁格勒两大城市的通勤客运压力，使苏联铁路需要一种载客量更大的通勤电力动车组。1960年底，里加车辆制造厂和加里宁车辆制造厂试制了首两列ER10型电力动车组，其车体长度从19600毫米延长到24,500毫米以增加载客量，并在车体中部两侧增加第三对侧门，便于乘客快速上下车。然而，由于ER10型电力动车组仍然采用基于ER1、ER6型电力动车组的电气系统，令列车的技术性能指标并没有明显的提高。为此，里加车辆制造厂于1964年又研制了新一代的ER22型电力动车组。

### ER22
ER22型电力动车组采用“二动二拖”的4辆编组形式，由2辆带司机室的头部动车、2辆中间拖车组成，每“一动一拖”组成一个电气独立单元，司机可在任一司机室对全列车进行操纵。车体采用低合金钢整体承载式焊接结构，车体长度为24,500毫米，车体宽度为3,450毫米，转向架中心间距为18,000毫米，头部控制动车自重66.5吨、中间拖车自重40.7吨。每节车厢两侧各设有三道供旅客出入的侧门，车门采用电控气动滑动式车门，其高度只适用于高站台。动车和拖车的座席定员分别为116人和131人。转向架采用导柱式轴箱定位装置、摇动台式弹簧中央悬挂装置。牵引电动机采用架悬式全悬挂安装方式，通过弹性联轴器向车轴齿轮箱传递扭矩。列车采用直—直流电传动，每辆动车装有一台受电弓及四台牵引电动机。接触网导线上的3000伏直流电电流，经受电弓引入列车后经过调压，供给牵引电动机及驱动轮对，列车通过增减串联电阻、牵引电机的串—并联换接、磁场削弱进行调速。ER22型电力动车组采用РТ-113型直流串励牵引电动机，小时功率为230千瓦。
1964年，里加车辆制造厂开始批量生产ER22型电力动车组，至1968年停产共生产了66组列车。ER22型电力动车组于1965年开始在莫斯科铁路局管内投入运用，主要担当莫斯科铁路枢纽内往库尔斯克、里加、斯摩棱斯克方向的通勤客运任务，至1968年部分列车改配属北高加索铁路局矿水城车辆段。莫斯科铁路局的ER22型电力动车组在1989年至1991年期间陆续报废，而北高加索铁路局的ER22型电力动车组亦在2000年代初全部报废。

### ER22M
1972年，里加车辆制造厂试制了两组经过改进的ER22M型电力动车组，列车编号为ER22M-67、68，列车采用“四动四拖”的8辆编组，每“一动一拖”组成一个电气独立单元，但编组形式改为由2辆带司机室的控制拖车、2辆中间拖车和4辆中间动车组成。车体结构方面，车体长度仍保持为24,500毫米，但车体宽度略为增加30毫米；中间动车自重65吨、中间拖车自重46吨。此外，列车并采用了经过简化设计的统一化平面车头结构，并改进了车门设计以满足低站台的停靠需要。ER22M型电力动车组曾经先后配属波罗的海铁路局和莫斯科铁路局，分别在里加和库尔斯克地区投入使用，至1984年停运报废。

### ER22V
1975年至1976年，里加车辆制造厂又试制了两组ER22V型电力动车组（ЭР22В），列车编号为ER22V-69、70。车门设计只能适应停靠高站台的车站，并以密封性较好的橡胶风挡取代以往使用的铁风挡，转向架和电气设备亦作出了改进，车辆自重和载客量维持不变。ER22V型电力动车组曾配属莫斯科铁路局纳哈比诺机务段，至1988年改配属新莫斯科夫斯克机务段，1994年停运报废。